# Muhlenbergia setifolia
Muhlenbergia setifolia là một loài thực vật có hoa trong họ Hòa thảo. Loài này được Coult. mô tả khoa học đầu tiên năm 1882.